# 佐藤主光
佐藤 主光（さとう もとひろ、1969年 - ）は、日本の経済学者。専門は、財政学・公共経済学。一橋大学医療政策・経済研究センター長、一橋大学大学院経済学研究科教授、東京都特別顧問。日本経済学会・石川賞、エコノミスト賞、日経・経済図書文化賞、NIRA大来政策研究賞、他受賞。東京財団政策研究所上席研究員。

## 人物・経歴
秋田県秋田市出身。秋田県立秋田高等学校を経て、1992年一橋大学経済学部卒業、1994年一橋大学大学院経済学研究科修士課程修了。1995年から大学を休学してクイーンズ大学に留学し、1998年クイーンズ大学大学院経済学研究科博士課程修了、Ph.D。一橋大では石弘光第14代一橋大学学長に師事。クイーンズ大ではロビン・ボードウェイに師事し、当時の日本では珍しかった経済理論を用いた財政学研究を行った。
1999年一橋大学大学院経済学研究科講師、2002年同助教授、2009年同教授、2012年一橋大学国際・公共政策大学院長、2014年国立大学法人一橋大学役員補佐。
この間、一橋大学社会科学高等研究院医療政策・経済研究センター長、内閣府民間資金等活用事業推進委員会委員、内閣府経済財政諮問会議経済・財政一体改革推進委員会委員、経済産業省経済社会の持続的発展のための企業税制改革に関する研究会委員、政府税制調査会委員、経済産業研究所ファティカルフェロー、財務省地震保険制度等研究会座長、立川市行財政問題審議会副座長、滋賀県税制審議会副会長等も務める。
2016年小池百合子東京都知事の下東京都特別顧問及び都政改革本部メンバーに就任。2018年東京都東京と日本の成長を考える検討会委員。2019年内閣府規制改革推進会議委員。2023年一橋大学経済学部長、文化庁建築文化に関する検討会議委員。2024年衆議院予算委員会公聴会公述人。
1999年C. A. Curtis賞受賞、2004年に著書『地方交付税の経済学‐理論・実証に基づく改革』により日経・経済図書文化賞、NIRA大来政策研究賞及び租税資料館賞受賞。2011年著書『地方税改革の経済学』によりエコノミスト賞受賞。2019年日本経済学会・石川賞受賞。2024年、紫綬褒章受章。

## 主張
2016年9月の政府税制調査会総会で、配偶者控除の見直しに関し、税収減となることを避けるため、他の控除を減らすなどの対策をとるべきと述べた。
2020年6月、新型コロナ経済対策での給付金などの新たな財源案としてトービン税（為替取引税）、金融取引税などの導入を同東京財団政策研究所研究主幹の小林慶一郎などと共に提言している。